# Museo de Arte de Sonora
El Museo de Arte de Sonora (conocido también como MUSAS) es un recinto museográfico localizado en Hermosillo, Sonora, en México. Fue inaugurado en septiembre de 2009 y alberga colecciones de artistas mexicanos e internacionales. Sirve también como el centro de préstamo de obras de otros museos, como el Museo Carrillo Gil y museos de la región general del Desierto de Sonora.
A  la fecha el Musas cuenta con su propio acervo artístico, integrado por obras de  artistas nacionales y de artistas nacionales, que han tenido a bien donar su obra de manera directa al museo o bien a través de la modalidad de pago en especie de la SHCP; así como por la adquisición de obra de arte sufragada por personas de la sociedad civil, radicados en el norte, centro y sur del estado.
El proyecto de la formación de la Colección del acervo del Musas, se diseñó para ser exhibida sus salas en tres momentos, a través de  exposiciones permanentes:

#### Arte Sonorense. Sonora 1.0 / apuntes para una colección
Exposición de arte sonorense, cuyo propósito es el de presentar un panorama general de la producción artística en esta latitud a partir de la década de 1970 a 2010; además de servir de propuesta inicial para conformar la colección del museo que hasta ahora no existía.
En la década de 1970 corresponde a que es el momento histórico más propositivo de las dinámicas artísticas en el estado de Sonora, cuyo carácter estaba delineado por un espíritu existencialista altamente politizado ya sea desde el activismo —comunismo y anarquismo— o el subjetivismo —jipis—, con un profundo deseo de desestabilizar la hegemonía del régimen priista y una sociedad ultraconservadora.
Octavio Avendaño Trujillo. Curador

#### Arte Mexicano Contemporáneo. Sonora 2.0 / apuntes para una colección
La colección del Museo de Arte de Sonora que se muestra en estas salas tiene dos vertientes principales: por un lado crear un acervo que dé cuenta del proceso plástico en la región en las últimas décadas y trazar su propia historia desde la perspectiva de esta mirada y, por otro lado, se pretende la consolidación de una colección de más amplio alcance para poder participar de las discusiones y construcción, desde el noroeste del país, de exposiciones, préstamos e investigaciones en torno a la historia del arte mexicano en general. Esta estrategia permitirá por primera vez, que la región tenga una voz importante en la creación y construcción de las diversas visiones y composiciones que podemos hacer de nuestros procesos histórico-artísticos a nivel nacional.
Edgardo Ganado Kim. Curador

#### Arte Mexicano Contemporáneo. Sonora  3.0 / apuntes para una colección
En septiembre de 2019 se inauguraró esta exposición en el marco del 10 Aniversario del Museo.

### Exposiciones
A partir del año 2010 se han exhibido importantes exposiciones de talla internacional, nacional  y local. Entre ellas: Frida Khalo Mi vestido cuelga ahí; Arte y Cuerpo de la Colección privada de Rufino Tamayo; Diálogo con Bolaño, de Allen Frame; Grandes Maestros. Obras de la Colección de Carrillo Gil (David Alfaro Siqueiros, José Clemente Orozco, Diego Rivera, Wolfgang Paleen; Pinocho, de Francisco Toledo.

##### Colección de Arte Sonorense
La colección de Arte Sonorense en la sala 1 del museo, está dividida en núcleos temáticos que tocan puntos de nuestra historia del arte regional. En el núcleo uno se encuentra una mirada al mundo del arte autodidacta que se llevaba en la región a finales de los años 60 en adelante, con la mención de tres grandes artistas sonorenses en diferentes disciplinas artísticas. Las obras, muchas de ellas textos que ponen al visitante en contexto sobre cómo era el camino de aquel sonorense que decidía dedicarse a las artes en aquellos años. Toda una introducción para adentrarse a esta colección y aprender sobre nuestro pasado artístico.
- El mundialmente reconocido escultor Xawery Wolski (Polonia 1960) es un apasionado de las terracotas, uno de los muchos materiales que usa para explorar sus ideas sobre tiempo y espacio con una estética minimalista que han forjado su lenguaje propio y sus múltiples significados antropológicos. Dos Eslabones de Terracota(2016) es el título de la obra que pertenece a la colección de Arte Contemporáneo Mexicano en sala 2 y donde podemos apreciar todo lo antes mencionado proyectado sobre esta hermosa obra.
- Fernando Cordero es un joven fotógrafo mexicano que ha destacado en el panorama artístico nacional e internacional. Sus obras siempre se muestran sutiles, análogas, transparentes con composiciones críticas que toman las estructuras de paisajes y espacios arquitectónicos, proyectando obras enigmáticas e ilógicas de estas estructuras que habitan nuestro país. Este es el caso de la obra titulada: A nivel del mar, estructura roja (2005), que forma parte de la Colección de Arte Mexicano Contemporáneo en Sala 3.
- Javier Peláez es un artista que vive y trabaja en México creando pinturas que exploran los límites de la realidad y de su representación. Considerando las posibilidades procesuales y semánticas del medio para reconfigurar elementos de la realidad, presentándolos en un campo en el cual se vuelven inciertos y oscilan entre la figuración y la abstracción. Un buen ejemplo de esto es su obra expuesta en Sala A del Museo Musas Flor explotada 1(2020) donde podemos ver esta transformación de los elementos y reconfiguraciones de la figura de una flor que se desintegra y se pierde en la luz multicolor.
- Cactus en cerámica (2016) es una obra en barro cocido realizada por el maestro Adán Paredes que nos muestra la recreación dentro del imaginario del artista de la realidad. La inspiración son los cactus sonorenses que habitan en nuestros desiertos, pero Adán no busca la representación figurativa de tal concepto, sino más bien, una interpretación propia con elementos del folclor sonorense, sus culturas indígenas, su flora y su fauna en una sola pieza compuesta por rodajas circulares de barro de diferentes formas, que se van uniendo para crear estas formas que se alzan y observan al espectador, son los cactus transformados por las manos de este gran escultor. Esta pieza es parte de nuestra colección de Arte Contemporáneo Mexicano en sala 3.
- Jan Hendrix es un artista holandés que ha vivido y trabajado en México desde 1978. Hendrix recibió la Orden Mexicana del Águila Azteca por parte del Gobierno mexicano por su trabajo en el arte y la arquitectura. Es un amante del grabado con el cual expresa imágenes siempre en extremo contraste, Luz y sombra, en un juego de construcción de una realidad minimalista y pura. En Drawing the distance (cuarto intento) Jan Hendrix hace un análisis semántico sobre lo macro y lo micro, con la técnica gráfica de agua tinta crea hermosos paisajes de un lado del grabado, en representación de lo macro y en el otro extremo utiliza aguadas en tinta que plasma formas florales para representar lo micro, en este ejercicio de poner en contraste el caos y el orden. Esta pieza es parte de nuestra colección de Arte Contemporáneo Mexicano en sala 3.
- Miguel Ángel Ortega (1982) la frontera es un espacio de colisión estética entre lo urbano y lo rural, paisajes construidos entre la riqueza y la pobreza, entre lo que empieza o termina. Por medio de la fotografía logra capturar estos escenarios que no pertenecen a la ciudad, pero que tampoco son parte del campo. Todo esto lo podemos observar en la obra de su autoría llamada La Rumorosa (2013) que se encuentra en la colección Arte Contemporáneo Mexicano en Musas.
- Omar Gámez produce imágenes que reflexionan sobre una serie de temáticas que tienen que ver con grupos en específico caracterizados por sus prácticas sexuales que nos hacen cuestionar los límites de lo permitido, nuestra moralidad y educación, pero sobre todo un medio de reflejo para la comunidad LGBT+. En la fotografía Omar (autorretrato II) perteneciente a la serie Flores (2016) la cual explora las interacciones afectivas dentro de la amistad y donde Omar, nos trasmite la idea de crear imágenes que se activan cuando quien las mira se reconoce así mismo. Esta obra se encuentra en Sala dos de Musas perteneciente a la Colección de Arte Contemporáneo Mexicano.
- Betsabeé Romero (1963) es una de las artistas contemporáneas más importantes de México que ha desarrollado su lenguaje visual a través de las instalaciones, arte objeto, video y fotografía donde giran alrededor de temáticas como la que vemos en su obra titulada Borderline (2006) acerca de la inmigración, Betsabeé no solo toma la fotografía si no también utiliza y modifica artículos de consumo global, en este caso un carro, para crear irrupciones visuales en el espacio y con esto poder hacer poderosas reflexiones de nuestra cultura. Esta obra se encuentra en la sala 2 perteneciente a la colección de Arte Contemporáneo Mexicano de Musas.